# Pemphigus dorocola
Pemphigus dorocola är en insektsart. Pemphigus dorocola ingår i släktet Pemphigus och familjen långrörsbladlöss. Inga underarter finns listade i Catalogue of Life.